# Calomyscus
Calomyscus (Thomas, 1905) è l'unico genere di Roditori della famiglia dei Calomiscidi (Vorontsov & Potapova, 1979), comunemente noti come criceti murini.

## Descrizione

### Dimensioni
Al genere Calomyscus appartengono roditori di piccole dimensioni, con lunghezza della testa e del corpo tra 61 e 98 mm, la lunghezza della coda tra 72 e 102 mm e un peso fino a 30 g.

### Caratteristiche craniche e dentarie
Il cranio presenta una scatola cranica larga ed appiattita, con le placche zigomatiche dritte nella parte anteriore e una bolla timpanica piccola. Le ossa nasali si estendono oltre la linea degli incisivi superiori. La fossa pterigoidea è appiattita, i fori palatali sono corti, mentre nella mandibola il processo coronoideo è poco pronunciato.
Sono caratterizzati dalla seguente formula dentaria:

### Aspetto
Il corpo è simile a quello di un piccolo topo. La pelliccia è molto soffice e fine. Il colore delle parti dorsali varia dal rosato, color sabbia al bruno-grigiastro chiaro, mentre le parti ventrali e le zampe sono solitamente bianche. Il muso è appuntito, gli occhi sono grandi. Le orecchie sono grandi, rotonde e prive di peli. I piedi sono lunghi e sottili. Tutte le zampe hanno cinque dita di proporzioni normali, con il pollice munito di un'unghia, gli artigli sono piccoli e delicati. La coda è più lunga della testa e del corpo, è bicolore, densamente ricoperta di peli e termina con un ciuffo di lunghi peli. Sono privi di tasche guanciali. Le femmine hanno 3 paia di mammelle. Non è presente dimorfismo sessuale.

## Distribuzione e habitat
I criceti murini sono roditori adattati alla vita sotterranea diffusi in Siria, nel Caucaso, nell'Asia centrale dall'Iran al Pakistan ad est e al Turkmenistan a nord.

## Tassonomia
Il genere comprende 11 specie.
- Calomyscus bailwardi
- Calomyscus baluchi
- Calomyscus behzadi
- Calomyscus darvishi
- Calomyscus elburzensis
- Calomyscus grandis
- Calomyscus hotsoni
- Calomyscus kiabii
- Calomyscus mystax
- Calomyscus tsolovi
- Calomyscus urartensis